# Małszewo
Małszewo (deutsch Malschöwen, 1938 bis 1945 Malshöfen) ist ein Dorf in der polnischen Woiwodschaft Ermland-Masuren. Es gehört zur Landgemeinde Jedwabno (1938 bis 1945 Gedwangen) im Powiat Szczycieński (Kreis Ortelsburg).

## Geographische Lage
Małszewo liegt am Westufer des Malschöwer Sees (1938 bis 1945 Malshöfer See, polnisch Jezioro Małszewskie) in der südlichen Woiwodschaft Ermland-Masuren, 31 Kilometer nordöstlich der ehemaligen Kreisstadt Neidenburg (polnisch Nidzica) bzw. 19 Kilometer westlich der jetzigen Kreismetropole Szczytno (deutsch Ortelsburg).

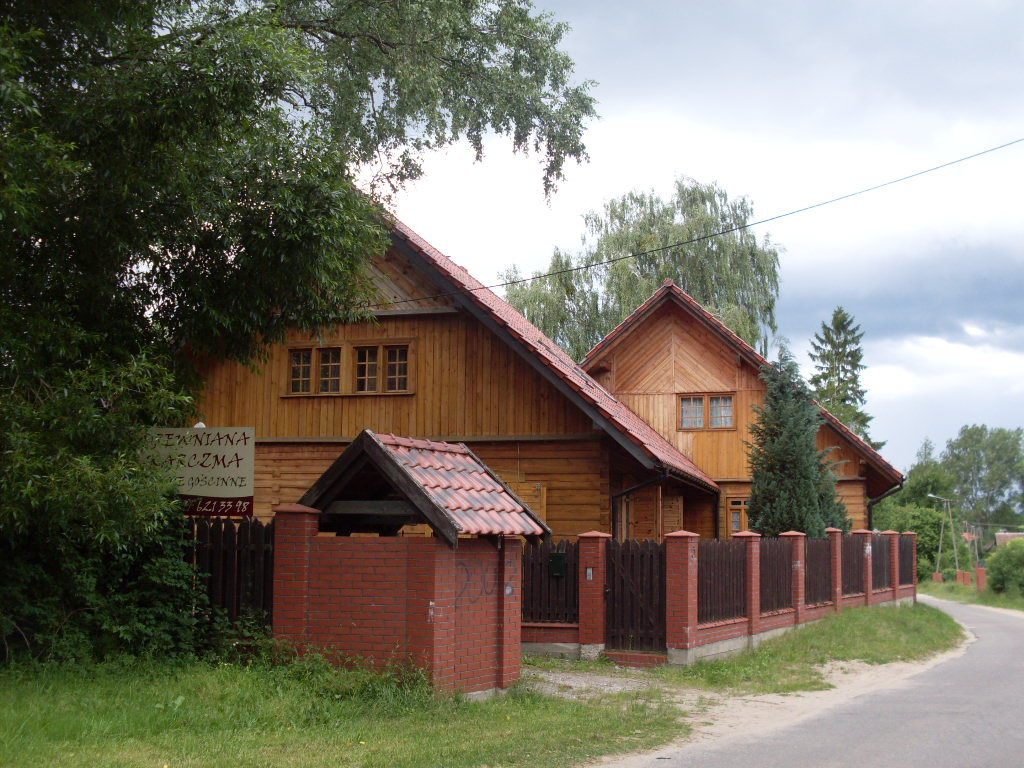
Gasthaus („Karczma“) in Małszewo

## Geschichte
Das einst Malschua und nach 1574 Malschöwen genannte kleine Dorf wurde 1383 gegründet. Die Landgemeinde Malschöwen wurde 1874 in den Amtsbezirk Burdungen (polnisch Burdąg) im ostpreußischen Kreis Ortelsburg eingegliedert, zu dem sie bis 1945 gehörte.
Im Jahre 1910 waren in Malschöwen 475 Einwohner registriert. Ihre Zahl belief sich im Jahre 1933 auf 442.
Aus ideologisch-politischen Gründen der Abwehr fremdländisch klingender Ortsbezeichnungen wurde Malschöwen am 3. Juni – amtlich bestätigt am 16. Juli – 1938 in „Malshöfen“ umbenannt. Im Jahre 1939 betrug die Zahl der Einwohner 397.
In Kriegsfolge kam Malshöfen 1945 mit dem gesamten südlichen Ostpreußen zu Polen. Das Dorf erhielt die polnische Namensform „Małszewo“ und ist heute als Sitz eines Schulzenamts (polnisch Sołectwo) eine Ortschaft im Verbund der Landgemeinde Jedwabno (1938 bis 1945 Gedwangen) im Powiat Szczycieński (Kreis Ortelsburg), bis 1998 der Woiwodschaft Olsztyn, seither der Woiwodschaft Ermland-Masuren zugehörig. Im Jahre 2011 zählte Małszewo 164 Einwohner.

## Kirche

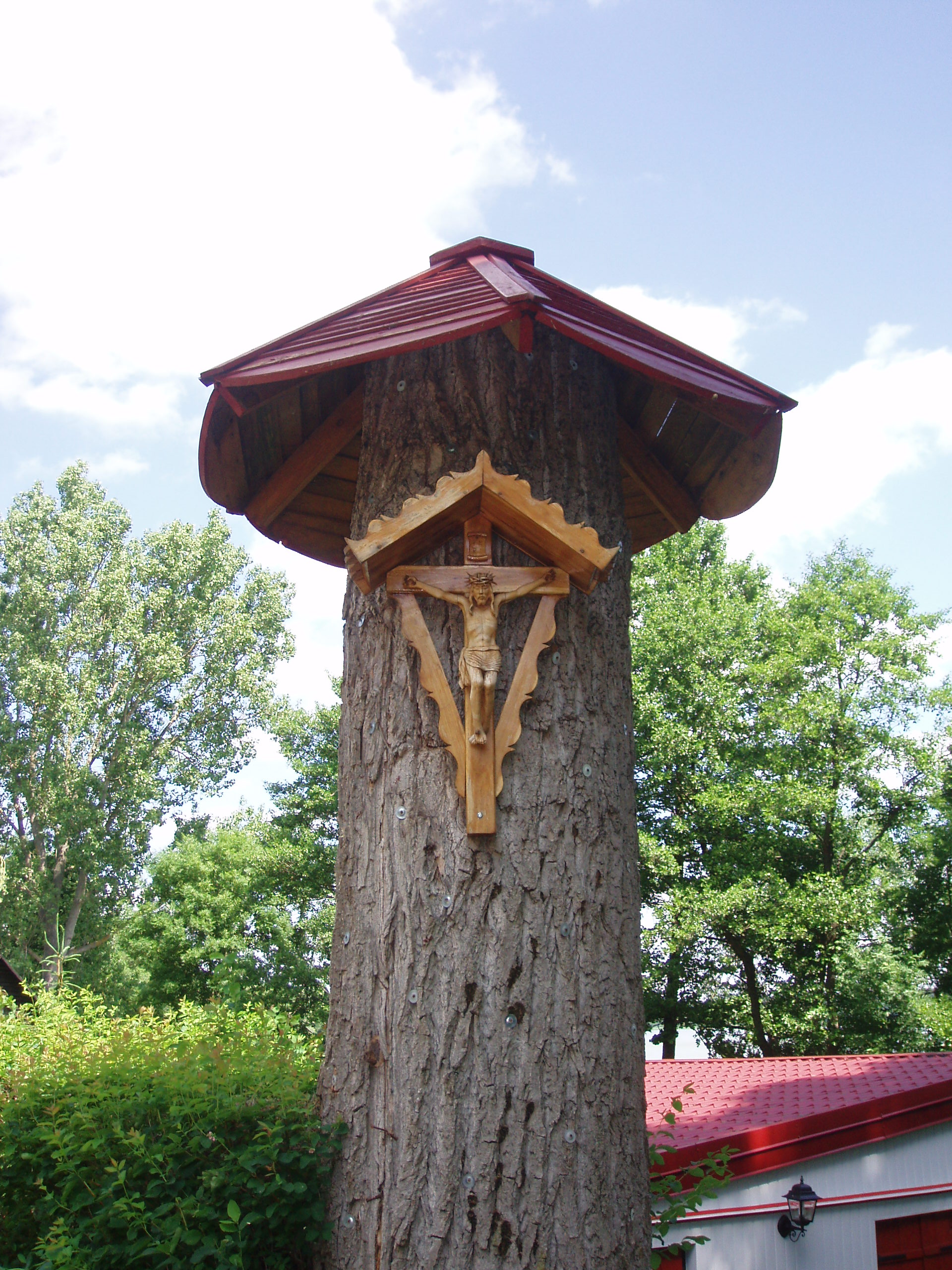
Wegekreuz in Małszewo

Bis 1945 war Malschöwen resp. Malshöfen in die evangelische Kirche Jedwabno in der Kirchenprovinz Ostpreußen der Kirche der Altpreußischen Union, außerdem in die römisch-katholische Kirche Jedwabno im damaligen Bistum Ermland eingepfarrt.
Heute gehört Małszewo katholischerseits immer noch zu Jedwabno, das jetzt zum Erzbistum Ermland gehört. Auch evangelischerseits besteht die Beziehung zur  Kirchengemeinde Jedwabno, die jetzt Filialgemeinde der Pfarrei in Pasym (Passenheim) in der Diözese Masuren der Evangelisch-Augsburgischen Kirche in Polen ist.

## Verkehr
Małszewo liegt an einer Nebenstraße, die bei Tylkowo (Scheufelsdorf) von der Landesstraße 53 abzweigt und über Rutki (Klein Ruttken, 1938 bis 1945 Kleinruten) bis nach Burdąg (Burdungen) führt. Eine Anbindung an den Bahnverkehr besteht nicht.

## Persönlichkeiten

### Aus dem Ort gebürtig
- Charlotte Rohrbach (* 21. März 1902 in Malschöwen), deutsche Fotografin († 1981)